# هری پاتر و تالار اسرار (بازی ویدئویی)
بازی هری پاتر و تالار اسرار (به انگلیسی: Harry Potter and the Chamber of Secrets) یک بازی انتشار یافته در سال های ۲۰۰۲ است

## صداپیشگان
افراد زیر به جای شخصیت‌ها صحبت کرده اند:
- استیون فرای- Narrator
- تام اتنبروف-هری پاتر
- گرگ چلین-رونالد ویزلی
- جاناتان کید- آلبوس دامبلدور
- امیلی رابینسون- هرمیون گرینجر
- ویکتوریا رابینسون- جینی ویزلی/میرتل گریان
- ژوسف مک‌فادن- فرد و جرج ویزلی/پرسی ویزلی/آرتور ویزلی
- دانیل ایروینگ- دراکو مالفوی/دانش‌آموزان اسلیترین
- شارلوت فوج- ۱۱ دانش‌آموز
- بن اویس-۱۴ دانش‌آموز
- دیوید ککر- روبیوس هاگرید/سوروس اسنیپ/تام ریدل

## گیم پلی
در این بازی شما باید در هاگوارتز چرخ زده و مراحل مربوط به معملمان را طی کنید و در غول آخر با مار بزرگ اسلیترین مبارزه کنید.

## جادوها
فیلیپیندو ، الاهامورا

## جوایز
موسیقی بازی که توسط Jeremy Soule ساخته شده است برنده جایزه بفتا گردید